# Andryala pinnatifida
Andryala pinnatifida es una planta herbácea de la familia Asteraceae, originaria de las Islas Canarias.

## Descripción
A.pinnatifida es un endemismo canario, que cuenta con tres subespecies: ssp.pinnatifida, presente en todas las islas; ssp.teydensis (Sch.Bip.) Rivas Mart. et al., restringida a la isla de Tenerife y la ssp.preauxiana (Sch.Bip.) G.Kunkel, que se encuentra en la isla de Gran Canaria. Se diferencia por sus hojas, bastante variables, ya que pueden ser desde sinuadopinnadas hasta subenteras, pero cuyos bordes no son ondulado-crispados. Las flores tienen color amarillo brillante.

## Taxonomía
Andryala pinnatifida fue descrita por William Aiton y publicado en Pugill. Pl. Afr. Bor. Hispan. 71. 1852
Etimología
Andryala: derivación dudosa. Quizás procede del griego aner, andros que significa "macho" e hyalos, que significa "cristal".
pinnatifida: epíteto que procede del latín pinnatus, que significa pinnado y fidus, que significa partido o hendido, aludiendo a la forma de las hojas.
Variedades
- Andryala pinnatifida subsp. antonii (Maire) Dobignard
- Andryala pinnatifida subsp. ducellieri (Batt.) Greuter
- Andryala pinnatifida subsp. jahandiezii (Maire) Greuter
- Andryala pinnatifida subsp. maroccana (Maire) Greuter
- Andryala pinnatifida subsp. mogadorensis (Coss. ex Hook.f.) Greuter
- Andryala pinnatifida subsp. preauxiana (Sch.Bip.) G.Kunkel
- Andryala pinnatifida subsp. teydensis (Sch.Bip.) Rivas Mart. & al.
- Andryala pinnatifida subsp. webbii (Sch.Bip. ex Christ) G.Kunkel

Sinónimos
- Andryala coronopifolia Link
- Andryala teydea
- Andryala canariensis Lowe (1868)[2][3]
- Andryala bourgeaui Sch.Bip.
- Andryala bourgeauii
- Andryala cheiranthifolia Link ex Steud.
- Andryala gomeraea[4]

## Nombre común
Se conoce como "estornudera o espinera".